# 洞天福地
洞天福地（どうてんふくち）とは、道教において神仙が住む洞窟の地「洞天」と仙人が修行した地「福地」の総称。名山勝境の奥深くにあって、永生を得た仙人たちが安楽に棲んでいると信じられていた、中国的ユートピアの一形態。洞天と福地は本来別系統の場所だったとされていたが、唐代になって道教的聖地として統合され、十大洞天、三十六洞天（三十六小洞天）、七十二洞天から構成される洞天福地説が成立し、洞天と福地はほぼ同義に使われるようになった。
道教の「洞天」信仰は、中国全土に散在する聖地としての山岳洞窟が気脈を通じて全体的ネットワークを形成しているとされた。山岳洞窟である理由は、仙人が修業をするために犬や鳥などの鳴き声さえも聞こえない場所で行う必要があったからである。現実的に、山脈・水脈の連なり、洞窟の広がりなどの地形的条件と神秘的景観などの自然地理的な環境に基づく山岳信仰と、政治的・軍事的情勢や人や物資や情報の移動を反映した文学的・宗教的な想像力が合わさり、中国全土規模にまで拡大した「洞天」信仰を形成・機能させたと考えられる。ひとたび成立した洞天の体系は、実体視・伝統化され、「洞天」がある山岳には、道観や寺院が建設され、宗教者の修行場、国家的儀礼や祭祀の場、文学的資源、巡礼と現在に続く観光の名所となっていった。また司馬承禎の洞天説における成立順序では、三十六洞天が成立し、その中から十大洞天が独立し、残り二十六洞天に新たに十洞天を加えたものが三十六小洞天となったと『天地宮府図（てんちきゅうふず）』にある。

## 成立
1. 福地説の成立は、洞天説より早いとされている。福地は、人や自然の災害に及ばない、修業に恵まれた土地をいう。本来福地は洞窟、洞天のもともとのイメージを含めた幅広い概念であった。葛洪の『抱朴子』に仙薬を作るのに最適な山では「山神は必ずこれを助けて福をなす」とあり、福をなす場所、つまり福地が想定されていたことが分かる。「福地」という熟語が出てくるのは、陶弘景が、句曲山の由来を説く箇所である。それは、「金陵（南京付近）というところは、兵害や水害も及ぶことはできないし、災いや病にも冒されることはない。『河図中要元篇』の第四十四巻には、十大洞天の第八の句曲山洞・金壇陽洞天のことを指して、「句金の壇は、その間に陵あり、兵害も病気もなく、洪水の波も登ってこない、と書かれる。ここはまさに福地である」（『真誥』稽神枢）と書かれる。幸福に恵まれて、神仙がいるにふさわしい場所という意味の「福地」という言い方をしていた。この福地は、洞天の下位にランク付けされた聖地ではなかった。つまり、洞天までをも含めた聖地として、福地であったといえよう。
2. 『真誥』では先述に続十大く文で、「大天の内、地中の三十六洞天あり、その第八は句曲山である。周回は百五十里、金壇華陽天と名づける」とある。十大洞天の一つである句曲山が、三十六洞天の第八と書かれる。これは、当初の三十六洞天の中には、後に十大洞天として独立する洞天が含まれていたということである。
3. 三十六洞天から、何らかの理由で十大洞天が別に扱われるようになり、他の二十六洞天はほとんど伝承を絶った。
4. 唐代に入り、十洞天が「十大洞天」として別出されて、伝承の絶えた先に二十六洞天に新たな十洞天を加えて「三十六小洞天」とした。また、一般な聖地の呼称であった福地も、体裁を整え「七十二福地」とした。

このように、洞天福地は種別され、順序をつけられた。これら各洞天福地の数をあらわす数字は、象徴的な意味をもつ聖なる数の「数合わせ」であしているとされる。つまり、一連の聖地があり、それを集めたら十や三十六、七十二という数になったのではなく、まず聖地がいくつかあり、それに合わせて各聖地を数に当てはめたのである。
10、36、72が選ばれた理由として、十は、東・西・南・北の四方と、東北・東南・西南・西北の四維と、上・下の方位をさし、完全なる世界をあらわす数であるため。三十六は、多い数の象徴であるとともに、道教の天界（三十六天）の数に対応するため。三十六の倍数である七十二は、『易』の思想に基づくとされているためである。

## 詳細

### 住人
洞天を治める者は上位の神仙であるが、住人は必ずしも高い位の仙人ではない。洞天の中で暮らすことのできる人物は、かつて道徳的に優れたことをした人々であるという。
洞天内には男女に分かれた宮殿があり、女子は易遷宮と含真台、男子は童初府と蕭閑堂があり、それぞれに住む人の区別があった。易遷宮は女の「地下主者」の最も高位の者の住所であり、含真台は得道した女真（女の仙人）が館として住んでいた。男子の童初府は易遷宮に、蕭閑堂は含真台に相当するものである。『真誥』に、易遷宮や童初府に入るには陰徳、つまり現世での功徳を積むことが必要である、とある。その功徳もさまざまであるが、自己や係累の生前の善行により入ることができる。
地下主者とは、尸解と同じように、死後に仙界に入る人をさす。完全な神仙になる前の修業中の人といえる。地下主者には三階級があり、百四十年が一単位として進むという。どの地下主者の位に振り分けられるかは現世においてどれだけ功徳を積んだかによる。
一等地下主者はもっとも下の者で、百四十年して一進してはじめて仙階（仙人の世界）に進むことができる。
二等地下主者は、中間のくらいで、ただちに仙人階級になれる人で、百四十年して進んで管禁の位（世間の役人のようなもの）に補任される。
三等地下主者は、一番上の者で、仙人の住まいに出入でき、神の世界にも遊ぶことができる。この最上の三等地下主者が、女は易遷館を、男は童初府を住所とするのである。三等地下主者の場合は「十二年で気は神魂に摂し、十五年で蔵魄を束ね、三十年で棺中の骨は神気をもつ。四十年すると生きている人のようになり、人間世界に還り遊ぶことができ、五十年で仙官に補せられ、六十年で広寒に遊び、百年で昆盈の宮に入ることができる」とある。普通の死体が腐敗して、無に帰していく過程と、まったく逆のプロセスをたどる再生といえる。

### 十大洞天
十大洞天とは、「大地名山の中にあり、上天が郡仙を遣わして統治せしむるところ」と書かれる。大きな有名な山の中にあり、天上の神々が多くの仙人を派遣して、そこを治めさせているという。偏りなく中国の全土に分布しており。道教以前の山岳信仰に源流を持つものと、道教史上の事跡に関係するものとが同じように集まっている。
第１　王屋山洞　周回・万里　小有清虚之洞天　洛陽と河陽の両界にまたがる王屋県から六十里　西城王君
第２　委羽山洞　周回・万里　大有空明之洞天　台州黄巌県から三十里　青童君
第３　西城山洞　周回・三千里　太玄総真之洞天　未詳　上宰王君
第４　西玄山洞　周回・三千里　三元極真之洞天　不明
第５　青城山洞　周回・二千里　宝仙九室之洞天　蜀州青城県　青城丈人
第６　赤城山洞　周回・三百里　上清玉平之洞天　台州唐興県　玄洲仙伯
第７　羅浮山洞　周回・五百里　朱明輝真之洞天　循州博羅県　青精先生
第８　句曲山洞　周回・百五十里　金壇華陽之洞天　潤州句容県　紫陽真人
第９　林屋山洞　周回・四百里　左神幽虚之洞天　洞底湖の湖口　北嶽真人
第１０　括蒼山洞　周回・三百里　成徳隠玄之洞天　処州楽安県　北海公涓子

### 三十六洞天
三十六洞天（三十六小洞天）は、「諸名山の中にあり、上仙が統治するところ」と説明される。上位の仙人が治めるところで、十大洞天の次にランクとしては位置付けられる。また、道教で重視される五つの聖山である「五岳」もこの中に含まれる。
第１　霍桐山洞　周回・三千里　霍林洞天　福州長渓県　仙人の王緯玄
第２　東嶽太山洞　周回・千里　蓬玄洞天　兗州乾封県　山図公子
第３　南嶽衡山洞　周回・七百里　朱陵洞天　衡州衡山県　仙人の石長生
第４　西嶽華山洞　周回・三百里　総仙洞天　華州華陰県　真人の恵車子
第５　北嶽常山洞　周回・三千里　総玄洞天　恒州曲陽県　真人の鄭子真
第６　中嶽嵩山洞　周回・三千里　司馬洞天　洛州登封県　仙人の鄧雲山
第７　峨嵋山洞　周回・三百里　虚陵洞天　嘉州峨眉県　真人の唐覧
第８　廬山洞　周回・百八十里　洞霊真天　江州徳安県　真人の周正時
第９　四明山洞　周回・百八十里　丹山赤水天　越州上虞県　真人の刁道林
第１０　会稽山洞　周回・三百五十里　極玄大元天　越州山陰県鏡湖の中　仙人の郭華
第１１　太白山洞　周回・五百里　玄徳洞天　京兆府長安県・終南山に連なる　仙人の張季連
第１２　西山洞　周回・三百里　天柱宝極玄天　洪州南昌県　真人の唐公成
第１３　小潙山洞　周回・三百里　好生玄上天　潭州醴陵県　仙人の花丘林
第１４　灊山洞　周回・八十里　天柱司玄天　舒州懐寧県　仙人の稷丘子
第１５　鬼谷山洞　周回・七十里　貴玄司真天　信州貴渓県　真人の崔文子
第１６　武夷山洞　周回・百二十里　真昇化玄天　建州建陽県　真人の劉少公
第１７　玉笥山洞　周回・百二十里　太玄法楽天　吉州永新県　真人の梁伯鸞
第１８　華蓋山洞　周回・四十里　容成大玉天　温州永嘉県　仙人の羊公修
第１９　蓋竹山洞　周回・八十里　長耀宝光天　台州黄巌県　仙人の商丘子
第２０　都嶠山洞　周回・百八十里　宝玄洞天　容州普寧県　仙人の劉根
第２１　白石山洞　周回・七十里　秀楽長真天　鬱林州南海の南、または和州含山県　白真人
第２２　岣漏山洞　周回・四十里　玉闕宝圭天　容州北流県　銭真人
第２３　九疑山洞　周回・三千里　朝真太虚天　道州延唐県　厳真人
第２４　洞陽山洞　周回・百五十里　洞陽隠観天　潭州長沙県　劉真人
第２５　幕阜山洞　周回・百八十里　玄真太元天　鄂州唐年県　陳真人
第２６　大酉山洞　周回・百里　大酉華妙天　辰州を去ること七十里　尹真人
第２７　金庭山洞　周回・三百里　金庭崇妙天　越州剡県　趙仙伯
第２８　麻姑山洞　周回・百五十里　丹霞天　撫州南城県　王真人
第２９　仙都山洞　周回・三百里　仙都祈仙天　処州縉雲県　趙真人
第３０　青田山洞　周回・四十五里　青田大鶴天　処州青田県　傅真人
第３１　鐘山洞　周回・百里　朱日太生天　潤州上元県　龔真人
第３２　良常山洞　周回・三十里　良常放命洞天　潤州句容県　李真人
第３３　紫蓋山洞　周回・八十里　紫玄洞照天　荊州当陽県　公羽真人
第３４　天目山洞　周回・百里　天蓋滌玄天　杭州余杭県　姜真人
第３５　桃源山洞　周回・七十里　白馬玄光天　朗州武陵県　謝真人
第３６　金華山洞　周回・五十里　金華洞元天　婺州金華県　戴真人

### 七十二福地
選ばれた72ヶ所の祥福の土地。七十二福地は、「大地名山の間にあり、上帝が真人に命じて治めさせており、得道が多いところ」と説明される。統治者の位は、十大洞天や三十六洞天より低くなるが、かなり具体的な修業の地であったために、道を得た者が多いとされている。場所は、山や洞窟、渓、泉、井戸、壇など非常に多岐にわたっている。
第１　地肺山　潤州句容県　真人の謝允
第２　蓋竹山　処州括蒼県仙渡　真人の施存
第３　仙磑山　温州楽成県の東五十里　真人の張重華
第４　東仙源　台州黄巌県　地仙の劉奉林
第５　西仙源　台州黄巌県　地仙の張兆期
第６　南田山　東海の東　劉真人
第７　玉溜山　東海の蓬萊島の上　地仙の許邁
第８　清嶼山　東海の西　真人の劉子光
第９　鬱木洞　玉笥山の南　地仙の魯班
第１０　丹霞洞　麻姑山の西　蔡真人
第１１　君山　洞庭青草湖の中　地仙の侯生
第１２　大若巌　温州永嘉県の東百二十里　地仙の李方回
第１３　焦源　建州建陽県の北　尹真人
第１４　霊墟　台州唐興県の北　白雲先生
第１５　沃洲　越州剡県の南東　真人の方明
第１６　天姥岑　越州剡県の南　真人の魏顕仁
第１７　若耶渓　越州会稽県の南　真人の山世遠
第１８　金庭山　廬州巣県　馬仙人
第１９　清遠山　広州清遠県　陰真人
第２０　安山　交州の北　安期先生
第２１　馬嶺山　郴州郭内水の東　真人の力牧
第２２　鵝羊山　潭州長沙県　
第２３　洞真墟　潭州長沙県の西嶽　真人の韓終
第２４　青玉壇　南嶽祝融峰の西　青鳥公
第２５　光天壇　南嶽の西源頭　鳳真人
第２６　洞霊源　南嶽の招仙観の西
第２７　洞宮山　建州関隷鎮五嶺　黄山公
第２８　陶山　温州安固県　
第２９　三皇井　温州横陽県　真人の鮑察
第３０　爛柯山　衢州信安県　王質先生
第３１　勒渓　建州建陽県の東
第３２　龍虎山　信州貴渓県　仙人の張巨君
第３３　霊山　信州上饒県の北　墨真人
第３４　泉源　羅浮山の中　華子期
第３５　金精山　虔州虔化県　仇季子
第３６　閣皁山　吉州新淦県　郭真人
第３７　始豊山　洪州豊城県　尹真人
第３８　逍遥山　洪州南昌県　徐真人
第３９　東白源　洪州新呉県の東　劉仙人
第４０　鉢池山　楚州
第４１　論山　潤州丹徒県　終真人
第４２　毛公壇　蘇州長洲県
第４３　鶏籠山　和州歴陽県　郭真人
第４４　桐柏山　唐州桐柏県　李仙君
第４５　平都山　忠州酆都県
第４６　緑蘿山　朗州武陵県
第４７　虎渓山　江州彭沢県の南
第４８　彰龍山　潭州醴陵県の北　臧先生
第４９　静福山　連州連山県　真人の廖冲
第５０　大面山　益州成都県　仙人の柏成子
第５１　元晨山　江州都昌県　孫真人・安期生
第５２　馬蹄山　饒州鄱陽県　真人の子州
第５３　徳山　朗州武陵県　仙人の張巨君
第５４　高渓藍水山　雍州藍田県
第５５　藍水　西都藍田県　地仙の張兆期
第５６　玉峰　西都京兆県　仙人の柏戸
第５７　天柱山　杭州於潜県　地仙の王伯元
第５８　商谷山　商州
第５９　張公洞　常州宜興県　真人の康桑
第６０　司馬悔山　台州天台山の北　仙人の李明
第６１　長在山　斉州長山県　毛真人
第６２　中條山　河中府虞郷県　趙仙人
第６３　茭湖魚澄洞　西古姚州
第６４　綿竹山　漢州綿竹県　瓊華夫人
第６５　瀘水　梁州　仙人の安公
第６６　甘山　黔南　寧真人
第６７　王晃山　漢州　赤須先生
第６８　金城山　限戍または石戍　石真人
第６９　雲山　邵州武岡県　仙人の盧生
第７０　北邙山　東都洛陽県　魏真人
第７１　盧山　福州連江県　謝真人
第７２　東海山　海州の東二十五里　王真人

## 影響
洞天福地は文人趣味とも関わる。文人趣味の指南書である宋の趙希鵠『洞天清禄集』は、洞天福地にちなんで命名されている。
存思法において人体を洞窟に見立てることも洞天福地に通じる（大宇宙と小宇宙）。